# Strombocodia elegans
Strombocodia elegans är en tvåvingeart som beskrevs av Hermann 1912. Strombocodia elegans ingår i släktet Strombocodia och familjen rovflugor.
Artens utbredningsområde är Peru. Inga underarter finns listade i Catalogue of Life.